# Comté de Scott (Minnesota)
Pour les articles homonymes, voir Scott et Comté de Scott.
Le comté de Scott est situé dans l’État du Minnesota, aux États-Unis. Il comptait 150 928 habitants en 2020. Son siège est Shakopee.